# Курчавка колючая
Курча́вка колю́чая (лат. Atrapháxis spinósa) — многолетние ветвистые кустарники рода Курчавка.

## Биологическое описание
Невысокий кустарник или кустарничек 40—100 см высотой, растопыренно ветвистый, с тонкими стволиками. Ветви беловатые, на концах безлистные, заканчиваются колючкой или без неё. Кора старых ветвей буроватая или серая, трещиноватая.
Листья кожистые, голые, обычно сизоватые, 3—17 мм длиной и 2—8 мм шириной, от овальных до обратнояйцевидных или сердцевидных, мелкие, на верхушке закруглённые или туповатые, цельнокрайные, суженные в короткий черешок с сочленением. Раструбы короткие, внизу буроватые, вверху плёнчатые.
Соцветие — боковая кисть. Цветки сидят кистями по 2—6 в пазухах листьев в верхней половине ветвей, на длинных цветоножках с сочленением около середины или ниже. Околоцветник 4-членный, ярко-розовый, около 5 мм в диаметре, при плодах разрастающийся; наружные доли его, продолговато-яйцевидные, при плодах отогнутые вниз, внутренние округлосердцевидные, вверх стоячие, при плодах 4—7 мм длиной.
Плод — орешек около 4 мм длиной, яйцевидный, к верхушке суженный, сплюснутый, светло-бурый, блестящий.
Цветение в мае-июне, плодоношение — в августе.

## Распространение и экология
В ареал вида входят: Передняя Азия, Закавказье, Балканский полуостров, Крым, Турецкая Армения, Курдистан, Иран, Западная Сибирь, Средняя Азия, Монголия, северный Китай. Северная граница достигает юга Оренбургской и Астраханской областей {{https://plant.depo.msu.ru/open/public/item/MW0364895/img/0.jpg%7Cи по всей территории Волгоградский области https://plant.depo.msu.ru/open/public/item/MW0364895/img/0.jpg%7C%7C15%7C12%7C2016}}.
Растет на каменистой почве в полупустыне и пустыне, преимущественно по щебнистым руслам рек, а также на горных склонах до 1 500 м. Входит в состав ксерофитных кустарниковых зарослей. Поедается верблюдами и овцами (листья). Растение содержит в подземных органах флавоноиды, танниды и алкалоиды.

## Значение и применение
Скотом почти не поедается. Молодые побеги весной и частично летом удовлетворительно поедаются верблюдом. В небольшом количестве листья поедаются козами и овцами.
Надземные части содержат следы алкалоидов.